# Spielgemeinschaft Volleyball Gellersen Lüneburg 2023-2024
Questa voce raccoglie le informazioni riguardanti il Spielgemeinschaft Volleyball Gellersen Lüneburg nelle competizioni ufficiali della stagione 2023-2024.

## Stagione
Il Spielgemeinschaft Volleyball Gellersen Lüneburg partecipa alla stagione 2023-24 senza alcuna denominazione sponsorizzata.
Partecipa alla 1. Bundesliga, classificandosi al quarto posto in regular season: ai play-off scudetto supera l'Herrsching ai quarti di finale, prima di essere eliminato in semifinale dallo Charlottenburg. In Coppa di Germania viene eliminato in semifinale, perdendo anche in questo caso contro il club di Berlino, mentre in Coppa di Lega viene sconfitto in semifinale dal Friedrichshafen, perdendo anche la finale per il terzo posto contro il Giesen.
In ambito europeo è di scena prima in Champions League, classificandosi al terzo posto nel proprio girone e venendo quindi eliminato dal torneo, ma con la possibilità di partecipare poi alla Coppa CEV, dove si spinge fino in finale, sconfitto dai polacchi dell'Asseco Resovia.

## Organigramma societario
Area direttiva
- Presidente: Andreas Bahlburg

Area tecnica
- Allenatore: Stefan Hübner
- Allenatore in seconda: Bernd Schlesinger
- Assistente allenatore: Ines Laube
- Scoutman: Christian Knospe

Area sanitaria
- Medico: Daniel Becker, Thomas Buller, Christian Schulz
- Fisioterapista: Lisa Kahlen, Thomas Kuke, Ulf Nitschke

## Rosa
| N° | Nome              | Ruolo | Data di nascita  | Nazionalità sportiva |
| -- | ----------------- | ----- | ---------------- | -------------------- |
| 1  | Matthew Slivinski | S     | 1º luglio 1999   | Stati Uniti          |
| 2  | Blake Leeson      | C     | 7 giugno 1995    | Stati Uniti          |
| 3  | Jesse Elser       | S     | 27 maggio 1999   | Canada               |
| 4  | Maxwell Elgert    | P     | 31 agosto 1998   | Canada               |
| 5  | Erik Röhrs        | S     | 24 aprile 2001   | Germania             |
| 6  | Gage Worsley      | L     | 21 ottobre 1998  | Stati Uniti          |
| 7  | Joscha Kunstmann  | C     | 20 luglio 2003   | Germania             |
| 8  | Theo Mohwinkel    | S     | 22 novembre 2002 | Germania             |
| 9  | Hannes Gerken     | P     | 29 maggio 1998   | Germania             |
| 10 | Yann Böhme        | O     | 2 agosto 1997    | Germania             |
| 11 | Xander Ketrzynski | O     | 27 gennaio 2000  | Canada               |
| 13 | Matthew Knigge    | C     | 2 giugno 1996    | Stati Uniti          |
| 15 | Neo Laumann       | P     | 15 agosto 2005   | Germania             |

## Mercato
| Acquisti | Acquisti          | Acquisti          | Acquisti   |
| R.       | Nome              | da                | Modalità   |
| -------- | ----------------- | ----------------- | ---------- |
| P        | Maxwell Elgert    | Visła Bydgoszcz   | definitivo |
| S        | Jesse Elser       | Trinity Western   | definitivo |
| C        | Matthew Knigge    | San Diego Wild    | definitivo |
| C        | Joscha Kunstmann  | Olympia Berlino   | definitivo |
| P        | Neo Laumann       | Juniors Frankfurt | definitivo |
| C        | Blake Leeson      | Södertelge        | definitivo |
| S        | Erik Röhrs        | Dürener           | definitivo |
| S        | Matthew Slivinski | Võru              | definitivo |

| Cessioni | Cessioni         | Cessioni           | Cessioni   |
| R.       | Nome             | a                  | Modalità   |
| -------- | ---------------- | ------------------ | ---------- |
| S        | Colton Cowell    | Las Vegas Ramblers | definitivo |
| C        | Pearson Eshenko  | Benfica            | definitivo |
| S        | Jordan Ewert     | Saint-Nazaire      | definitivo |
| O        | Lukas Maase      | Paris              | definitivo |
| C        | Jordan Schnitzer | Saint-Nazaire      | definitivo |
| S        | Auke van de Kamp | Savigliano         | definitivo |
| P        | Joseph Worsley   | Chaumont           | definitivo |

## Risultati

### 1. Bundesliga

#### Girone di andata
| 1ª giornata - 27 ottobre 2023 LKH Arena, Luneburgo                       | Lüneburg          | 3 - 0 | Netzhoppers     | 25-17, 25-19, 25-15               |
| 2ª giornata - 1º novembre 2023 Audi Dome, Herrsching am Ammersee         | Herrsching        | 3 - 0 | Lüneburg        | 25-23, 25-22, 25-22               |
| 3ª giornata - 8 novembre 2023 LKH Arena, Luneburgo                       | Lüneburg          | 3 - 2 | Friedrichshafen | 25-22, 22-25, 31-33, 25-17, 19-17 |
| 4ª giornata - 12 novembre 2023 Bernsteinhalle Friedersdorf, Muldestausee | Bitterfeld-Wolfen | 0 - 3 | Lüneburg        | 15-25, 26-28, 19-25               |
| 5ª giornata - 15 novembre 2023 LKH Arena, Luneburgo                      | Lüneburg          | 3 - 0 | Unterhaching    | 25-20, 25-16, 25-15               |
| 6ª giornata - 25 novembre 2023 Georg-Scherer-Halle, Dachau               | Dachau            | 0 - 3 | Lüneburg        | 19-25, 13-25, 11-25               |
| 7ª giornata - 3 dicembre 2023 LKH Arena, Luneburgo                       | Lüneburg          | 3 - 0 | Freiburger      | 25-18, 25-15, 25-16               |
| 8ª giornata - 9 dicembre 2023 Lina-Radke-Halle, Karlsruhe                | Karlsruhe         | 0 - 3 | Lüneburg        | 21-25, 16-25, 17-25               |
| 9ª giornata - 17 dicembre 2023 Arena Kreis, Düren                        | Dürener           | 2 - 3 | Lüneburg        | 20-25, 14-25, 25-22, 25-21, 18-20 |
| 10ª giornata - 23 dicembre 2023 LKH Arena, Luneburgo                     | Lüneburg          | 2 - 3 | Charlottenburg  | 25-22, 25-21, 17-25, 21-25, 15-17 |
| 11ª giornata - 8 marzo 2024 Volksbank-Arena, Giesen                      | Giesen            | 3 - 0 | Lüneburg        | 27-25, 25-21, 25-18               |

#### Girone di ritorno
| 12ª giornata - 3 gennaio 2024 Paul-Dinter-Halle, Königs Wusterhausen | Netzhoppers     | 0 - 3 | Lüneburg          | 23-25, 27-29, 17-25               |
| 13ª giornata - 6 gennaio 2024 LKH Arena, Luneburgo                   | Lüneburg        | 3 - 0 | Herrsching        | 25-17, 25-20, 25-22               |
| 14ª giornata - 13 gennaio 2024 Spacetech Arena, Friedrichshafen      | Friedrichshafen | 3 - 2 | Lüneburg          | 23-25, 25-22, 21-25, 25-21, 15-8  |
| 15ª giornata - 20 gennaio 2024 LKH Arena, Luneburgo                  | Lüneburg        | 3 - 0 | Bitterfeld-Wolfen | 25-21, 25-22, 25-21               |
| 16ª giornata - 28 gennaio 2024 Geothermie Arena, Unterhaching        | Unterhaching    | 0 - 3 | Lüneburg          | 17-25, 18-25, 16-25               |
| 17ª giornata - 3 febbraio 2024 LKH Arena, Luneburgo                  | Lüneburg        | 3 - 0 | Dachau            | 25-12, 25-19, 25-15               |
| 18ª giornata - 10 febbraio 2024 Act-Now-Halle, Friburgo in Brisgovia | Freiburger      | 0 - 3 | Lüneburg          | 20-25, 15-25, 18-25               |
| 19ª giornata - 13 febbraio 2024 LKH Arena, Luneburgo                 | Lüneburg        | 3 - 0 | Karlsruhe         | 25-16, 25-21, 25-17               |
| 20ª giornata - 16 febbraio 2024 LKH Arena, Luneburgo                 | Lüneburg        | 3 - 0 | Dürener           | 25-15, 25-18, 25-17               |
| 21ª giornata - 24 febbraio 2024 Max-Schmeling-Halle, Berlino         | Charlottenburg  | 3 - 2 | Lüneburg          | 25-16, 25-20, 20-25, 21-25, 15-9  |
| 22ª giornata - 30 dicembre 2023 LKH Arena, Luneburgo                 | Lüneburg        | 2 - 3 | Giesen            | 25-19, 20-25, 25-19, 23-25, 23-25 |

#### Play-off scudetto
| Quarti di finale (gara 1) - 23 marzo 2024 LKH Arena, Luneburgo              | Lüneburg       | 3 - 1 | Herrsching     | 28-26, 27-29, 25-21, 25-11 |
| Quarti di finale (gara 2) - 16 marzo 2024 Audi Dome, Herrsching am Ammersee | Herrsching     | 1 - 3 | Lüneburg       | 21-25, 25-20, 20-25, 15-25 |
| Semifinali (gara 1) - 27 marzo 2024 Max-Schmeling-Halle, Berlino            | Charlottenburg | 3 - 1 | Lüneburg       | 27-25, 25-27, 25-21, 25-21 |
| Semifinali (gara 2) - 30 marzo 2024 LKH Arena, Luneburgo                    | Lüneburg       | 1 - 3 | Charlottenburg | 22-25, 17-25, 25-21, 29-31 |
| Semifinali (gara 3) - 3 aprile 2024 Max-Schmeling-Halle, Berlino            | Charlottenburg | 3 - 1 | Lüneburg       | 25-22, 17-25, 25-21, 25-17 |

### Coppa di Germania
| Ottavi di finale - 4 novembre 2023 LKH Arena, Luneburgo   | Lüneburg       | 3 - 0 | Karlsruhe         | 25-21, 25-17, 25-15               |
| Quarti di finale - 18 novembre 2023 LKH Arena, Luneburgo  | Lüneburg       | 3 - 1 | Bitterfeld-Wolfen | 25-12, 22-25, 25-12, 25-17        |
| Semifinali - 6 dicembre 2023 Max-Schmeling-Halle, Berlino | Charlottenburg | 3 - 2 | Lüneburg          | 25-20, 21-25, 25-19, 16-25, 15-11 |

### Coppa di Lega
| Quarti di finale - 20 ottobre 2023 Volksbank-Arena, Hildesheim | Freiburger | 0 - 3 | Lüneburg        | 20-25, 18-25, 13-25               |
| Semifinali - 21 ottobre 2023 Volksbank-Arena, Hildesheim       | Lüneburg   | 2 - 3 | Friedrichshafen | 25-20, 17-25, 23-25, 25-16, 12-15 |
| Finale 3º posto - 22 ottobre 2023 Volksbank-Arena, Hildesheim  | Lüneburg   | 1 - 3 | Giesen          | 12-25, 15-25, 25-12, 21-25        |

### Champions League

#### Fase a gironi
| 1ª giornata - 22 novembre 2023 LKH Arena, Luneburgo                   | Lüneburg           | 3 - 0 | České Budějovice   | 26-24, 25-20, 25-15        |
| 2ª giornata - 29 novembre 2023 Centro Insular de Deportes, Las Palmas | Guaguas            | 1 - 3 | Lüneburg           | 20-25, 23-25, 25-21, 20-25 |
| 3ª giornata - 13 dicembre 2023 LKH Arena, Luneburgo                   | Lüneburg           | 1 - 3 | Jastrzębski Węgiel | 25-23, 21-25, 15-25, 13-25 |
| 4ª giornata - 20 dicembre 2023 LKH Arena, Luneburgo                   | Lüneburg           | 0 - 3 | Guaguas            | 20-25, 21-25, 16-25        |
| 5ª giornata - 9 gennaio 2024 Sportovní Hala, České Budějovice         | České Budějovice   | 3 - 0 | Lüneburg           | 25-16, 25-19, 25-23        |
| 6ª giornata - 17 gennaio 2024 Hala Sportowa, Jastrzębie-Zdrój         | Jastrzębski Węgiel | 3 - 0 | Lüneburg           | 25-17, 25-16, 25-19        |

### Coppa CEV
| Quarti di finale (andata) - 31 gennaio 2024 LKH Arena, Luneburgo        | Lüneburg       | 3 - 0 | Milōn          | 25-19, 25-19, 25-16                         |
| Quarti di finale (ritorno) - 8 febbraio 2024 Kroisos Persīs, Nea Smyrnī | Milōn          | 2 - 3 | Lüneburg       | 20-25, 25-23, 25-19, 19-25, 8-15            |
| Semifinali (andata) - 21 febbraio 2024 Atatürk Voleybol Salonu, Smirne  | Arkas          | 3 - 0 | Lüneburg       | 27-25, 25-23, 25-20                         |
| Semifinali (ritorno) - 28 febbraio 2024 LKH Arena, Luneburgo            | Lüneburg       | 3 - 1 | Arkas          | 17-25, 25-23, 30-28, 25-18 Golden set: 15-8 |
| Finale (andata) - 12 marzo 2024 LKH Arena, Luneburgo                    | Lüneburg       | 0 - 3 | Asseco Resovia | 16-25, 17-25, 21-25                         |
| Finale (ritorno) - 19 marzo 2024 Hala Podpromie, Rzeszów                | Asseco Resovia | 3 - 0 | Lüneburg       | 27-25, 25-18, 25-22                         |

## Statistiche

### Statistiche di squadra
| Competizione      | Punti | In casa | In casa | In casa | In trasferta | In trasferta | In trasferta | Totale | Totale | Totale |
| Competizione      | Punti | G       | V       | P       | G            | V            | P            | G      | V      | P      |
| ----------------- | ----- | ------- | ------- | ------- | ------------ | ------------ | ------------ | ------ | ------ | ------ |
| 1. Bundesliga     | 50    | 13      | 10      | 3       | 14           | 8            | 6            | 27     | 18     | 9      |
| Coppa di Germania | -     | 2       | 2       | 0       | 1            | 0            | 1            | 3      | 2      | 1      |
| Coppa di Lega     | -     | -       | -       | -       | -            | -            | -            | 3      | 1      | 2      |
| Champions League  | 6     | 3       | 1       | 2       | 3            | 1            | 2            | 6      | 2      | 4      |
| Coppa CEV         | -     | 3       | 2       | 1       | 3            | 1            | 2            | 6      | 3      | 3      |
| Totale            | -     | 21      | 15      | 6       | 21           | 10           | 11           | 45     | 26     | 19     |

G = partite giocate; V = partite vinte; P = partite perse

### Statistiche dei giocatori
| Giocatore     | 1. Bundesliga | 1. Bundesliga | 1. Bundesliga | 1. Bundesliga | 1. Bundesliga | Coppa di Germania | Coppa di Germania | Coppa di Germania | Coppa di Germania | Coppa di Germania | Coppa di Lega | Coppa di Lega | Coppa di Lega | Coppa di Lega | Coppa di Lega | Champions League | Champions League | Champions League | Champions League | Champions League | Coppa CEV | Coppa CEV | Coppa CEV | Coppa CEV | Coppa CEV | Totale | Totale | Totale | Totale | Totale |
| Giocatore     | P             | PT            | AV            | MV            | BV            | P                 | PT                | AV                | MV                | BV                | P             | PT            | AV            | MV            | BV            | P                | PT               | AV               | MV               | BV               | P         | PT        | AV        | MV        | BV        | P      | PT     | AV     | MV     | BV     |
| ------------- | ------------- | ------------- | ------------- | ------------- | ------------- | ----------------- | ----------------- | ----------------- | ----------------- | ----------------- | ------------- | ------------- | ------------- | ------------- | ------------- | ---------------- | ---------------- | ---------------- | ---------------- | ---------------- | --------- | --------- | --------- | --------- | --------- | ------ | ------ | ------ | ------ | ------ |
| Y. Böhme      | 19            | 126           | 106           | 4             | 16            | 3                 | 41                | 31                | 3                 | 7                 | 1             | 14            | 11            | 1             | 2             | 5                | 49               | 44               | 0                | 5                | 3         | 10        | 9         | 1         | 0         | 31     | 240    | 201    | 9      | 30     |
| M. Elgert     | 27            | 55            | 12            | 18            | 25            | 3                 | 6                 | 1                 | 2                 | 3                 | 2             | 12            | 7             | 4             | 1             | 6                | 4                | 1                | 1                | 2                | 6         | 12        | 1         | 5         | 6         | 44     | 89     | 22     | 30     | 37     |
| J. Elser      | 22            | 197           | 137           | 24            | 36            | 3                 | 22                | 20                | 2                 | 0                 | 2             | 23            | 20            | 1             | 2             | 6                | 43               | 38               | 2                | 3                | 6         | 62        | 49        | 6         | 7         | 39     | 347    | 264    | 35     | 48     |
| H. Gerken     | 15            | 10            | 1             | 3             | 6             | 2                 | 0                 | 0                 | 0                 | 0                 | 2             | 1             | 1             | 0             | 0             | 2                | 0                | 0                | 0                | 0                | 3         | 0         | 0         | 0         | 0         | 24     | 11     | 2      | 3      | 6      |
| X. Ketrzynski | 27            | 296           | 255           | 18            | 23            | 2                 | 4                 | 4                 | 0                 | 0                 | 2             | 13            | 12            | 0             | 1             | 6                | 28               | 26               | 1                | 1                | 6         | 81        | 67        | 8         | 6         | 43     | 422    | 364    | 27     | 31     |
| M. Knigge     | 21            | 200           | 134           | 48            | 18            | 3                 | 35                | 23                | 8                 | 4                 | 2             | 0             | 0             | 0             | 0             | 6                | 36               | 25               | 7                | 4                | 4         | 32        | 22        | 9         | 1         | 36     | 303    | 204    | 72     | 27     |
| J. Kunstmann  | 15            | 83            | 64            | 14            | 5             | 1                 | 1                 | 0                 | 0                 | 1                 | 1             | 3             | 1             | 2             | 0             | 3                | 8                | 8                | 0                | 0                | 6         | 21        | 19        | 2         | 0         | 26     | 116    | 92     | 18     | 6      |
| N. Laumann    | 0             | 0             | 0             | 0             | 0             | 0                 | 0                 | 0                 | 0                 | 0                 | -             | -             | -             | -             | -             | 0                | 0                | 0                | 0                | 0                | -         | -         | -         | -         | -         | 0      | 0      | 0      | 0      | 0      |
| B. Leeson     | 21            | 123           | 94            | 23            | 6             | 2                 | 20                | 14                | 5                 | 1                 | 0             | 0             | 0             | 0             | 0             | 5                | 23               | 16               | 6                | 1                | 4         | 20        | 11        | 6         | 3         | 32     | 186    | 135    | 40     | 11     |
| T. Mohwinkel  | 23            | 165           | 134           | 11            | 20            | 3                 | 10                | 7                 | 2                 | 1                 | 2             | 0             | 0             | 0             | 0             | 6                | 7                | 7                | 0                | 0                | 4         | 14        | 12        | 1         | 1         | 38     | 196    | 160    | 14     | 22     |
| E. Röhrs      | 24            | 349           | 266           | 34            | 49            | 3                 | 36                | 32                | 2                 | 2                 | 2             | 18            | 13            | 0             | 5             | 6                | 82               | 66               | 8                | 8                | 6         | 84        | 68        | 7         | 9         | 41     | 569    | 445    | 51     | 73     |
| M. Slivinski  | 14            | 45            | 37            | 3             | 5             | 2                 | 19                | 18                | 0                 | 1                 | 2             | 18            | 15            | 2             | 1             | 1                | 0                | 0                | 0                | 0                | 1         | 2         | 2         | 0         | 0         | 20     | 84     | 72     | 5      | 7      |
| G. Worsley    | 27            | 0             | 0             | 0             | 0             | 3                 | 0                 | 0                 | 0                 | 0                 | 2             | 13            | 8             | 4             | 1             | 6                | 0                | 0                | 0                | 0                | 6         | 0         | 0         | 0         | 0         | 44     | 13     | 8      | 4      | 1      |

P = presenze; PT = punti totali; AV = attacchi vincenti; MV = muri vincenti; BV = battute vincenti